# Férfi nyolcas evezés a 2008. évi nyári olimpiai játékokon
A 2008. évi nyári olimpiai játékokon az evezés férfi nyolcas versenyszámát augusztus 11. és augusztus 17. között rendezték a Shunyi evezőspályán. A versenyt a kanadai hajó nyerte a brit és az amerikai egység előtt.

## Eredmények
Az idők másodpercben értendők. A rövidítések jelentése a következő:
- QA: Az A-döntőbe jutás helyezés alapján

### Előfutamok
Két előfutamot rendeztek, négy-négy résztvevővel. Az első helyezettek automatikusan bejutottak a döntőbe, a többiek a reményfutamba kerültek.
| Helyezés | Nemzet | Idő      | Mj       |
| 1. futam | 1. futam | 1. futam | 1. futam |
| -------- | --- | -------- | -------- |
| 1.       | Kanada (CAN) · Kevin Light, Ben Rutledge, Andrew Byrnes, Jake Wetzel, Malcolm Howard, Dominic Seiterle, Adam Kreek, Kyle Hamilton, kormányos: Brian Price                                             | 5:27,69  | QA       |
| 2.       | Lengyelország (POL) · Sebastian Kosiorek, Michal Stawowski, Patryk Brzeziński, Sławomir Kruszkowski, Wojciech Gutorski, Marcin Brzeziński, Rafał Hejmej, Mikołaj Burda, kormányos: Daniel Trojanowski | 5:34,95  |          |
| 3.       | Hollandia (NED) · Meindert Klem, Rogier Blink, Olivier Siegelaar, Jozef Klaassen, David Kuiper, Mitchel Steenman, Olaf van Andel, Diederik Simon, kormányos: Reinder Lubbers                          | 5:40,43  |          |
| 4.       | Ausztrália (AUS) · Dave Dennis, Samuel Loch, James Chapman, Tom Laurich, Jeremy Stevenson, James Tomkins, Sam Conrad, Steve Stewart, kormányos: Marty Rabjohns                                        | 6:55,59  |          |
| 2. futam | |          |          |
| 1.       | Nagy-Britannia (GBR) · Alex Partridge, Tom Stallard, Tom Lucy, Ric Egington, Josh West, Alastair Heathcote, Matt Langridge, Colin Smith, kormányos: Acer Nethercott                                   | 5:25,89  | QA       |
| 2.       | Egyesült Államok (USA) · Beau Hoopman, Matt Schnobrich, Micah Boyd, Wyatt Allen, Daniel Walsh, Steven Coppola, Josh Inman, Bryan Volpenhein, kormányos: Marcus McElhenney                             | 5:29,60  |          |
| 3.       | Kína (CHN) · Qu Hsziao-ming, Liu Csen, Csang Sun-jin, Csang Csuan-qi, Csou Jinan, Csang Jong-qiang, Vang Hsziang-tang, Csang Tecsang, kormányos: He Ji                                                | 5:35,09  |          |
| 4.       | Németország (GER) · Florian Eichner, Sebastian Schmidt, Matthias Flach, Philipp Naruhn, Jörg Lehnigk, Florian Menningen, Kristof Wilke, Andreas Penker, kormányos: Jochen Urban                       | 5:37,56  |          |

### Reményfutam
A reményfutamot hat résztvevővel rendezték, az első négy helyezett az A-döntőbe jutott, a többiek a B-döntőbe kerültek.
| Helyezés | Nemzet | Idő     | Mj |
| -------- | --- | ------- | -- |
| 1.       | Egyesült Államok (USA) · Beau Hoopman, Matt Schnobrich, Micah Boyd, Wyatt Allen, Daniel Walsh, Steven Coppola, Josh Inman, Bryan Volpenhein, kormányos: Marcus McElhenney                             | 5:38,95 | QA |
| 2.       | Ausztrália (AUS) · Dave Dennis, Samuel Loch, James Chapman, Tom Laurich, Jeremy Stevenson, James Tomkins, Sam Conrad, Steve Stewart, kormányos: Marty Rabjohns                                        | 5:40,31 | QA |
| 3.       | Hollandia (NED) · Meindert Klem, Rogier Blink, Olivier Siegelaar, Jozef Klaassen, David Kuiper, Mitchel Steenman, Olaf van Andel, Diederik Simon, kormányos: Reinder Lubbers                          | 5:42,62 | QA |
| 4.       | Lengyelország (POL) · Sebastian Kosiorek, Michal Stawowski, Patryk Brzeziński, Sławomir Kruszkowski, Wojciech Gutorski, Marcin Brzeziński, Rafał Hejmej, Mikołaj Burda, kormányos: Daniel Trojanowski | 5:42,92 | QA |
| 5.       | Kína (CHN) · Qu Hsziao-ming, Liu Csen, Csang Sun-jin, Csang Csuan-qi, Csou Jinan, Csang Jong-qiang, Vang Hsziang-tang, Csang Tecsang, kormányos: He Ji                                                | 5:42,97 |    |
| 6.       | Németország (GER) · Florian Eichner, Sebastian Schmidt, Matthias Flach, Philipp Naruhn, Jörg Lehnigk, Florian Menningen, Kristof Wilke, Andreas Penker, kormányos: Jochen Urban                       | 5:47,05 |    |

### Döntők

#### B-döntő
A B-döntőt két résztvevővel rendezték. A futam első helyezettje összesítésben a 7. helyen végzett.
| Helyezés (Összesített) | Nemzet | Idő     |
| ---------------------- | --- | ------- |
| 1. (7.)                | Kína (CHN) · Qu Hsziao-ming, Liu Csen, Csang Sun-jin, Csang Csuan-qi, Csou Jinan, Csang Jong-qiang, Vang Hsziang-tang, Csang Tecsang, kormányos: He Ji                          | 5:34,59 |
| 2. (8.)                | Németország (GER) · Florian Eichner, Sebastian Schmidt, Matthias Flach, Philipp Naruhn, Jörg Lehnigk, Florian Menningen, Kristof Wilke, Andreas Penker, kormányos: Jochen Urban | 5:36,89 |

#### A-döntő
Az A-döntőt hat egységgel rendezték.
| Helyezés | Nemzet | Idő     |
| -------- | --- | ------- |
| Arany    | Kanada (CAN) · Kevin Light, Ben Rutledge, Andrew Byrnes, Jake Wetzel, Malcolm Howard, Dominic Seiterle, Adam Kreek, Kyle Hamilton, kormányos: Brian Price                                             | 5:23,89 |
| Ezüst    | Nagy-Britannia (GBR) · Alex Partridge, Tom Stallard, Tom Lucy, Ric Egington, Josh West, Alastair Heathcote, Matt Langridge, Colin Smith, kormányos: Acer Nethercott                                   | 5:25,11 |
| Bronz    | Egyesült Államok (USA) · Beau Hoopman, Matt Schnobrich, Micah Boyd, Wyatt Allen, Daniel Walsh, Steven Coppola, Josh Inman, Bryan Volpenhein, kormányos: Marcus McElhenney                             | 5:25,34 |
| 4.       | Hollandia (NED) · Meindert Klem, Rogier Blink, Olivier Siegelaar, Jozef Klaassen, David Kuiper, Mitchel Steenman, Olaf van Andel, Diederik Simon, kormányos: Reinder Lubbers                          | 5:29,26 |
| 5.       | Lengyelország (POL) · Sebastian Kosiorek, Michal Stawowski, Patryk Brzeziński, Sławomir Kruszkowski, Wojciech Gutorski, Marcin Brzeziński, Rafał Hejmej, Mikołaj Burda, kormányos: Daniel Trojanowski | 5:31,42 |
| 6.       | Ausztrália (AUS) · Dave Dennis, Samuel Loch, James Chapman, Tom Laurich, Jeremy Stevenson, James Tomkins, Sam Conrad, Steve Stewart, kormányos: Marty Rabjohns                                        | 5:35,10 |